# Kupplungsreaktion
Kupplungsreaktion ist in der organischen Chemie der Oberbegriff für bestimmte Reaktionen. Im engeren Sinn handelt es sich um metallorganische Reaktionen, bei denen formal mit Hilfe eines katalytisch wirkenden Metallkomplexes zwei Kohlenwasserstoffe über eine neue Kohlenstoff-Kohlenstoffbindung miteinander verbunden werden. Im weiteren Sinn bezeichnet es auch die Peptidsynthese, die Quervernetzung und die Molekülmarkierung.
Man unterscheidet zwischen Homokupplungsreaktionen und Kreuzkupplungsreaktionen. Im ersten Typ reagieren zwei identische Kohlenwasserstoffe zu einem neuen Produkt, beim zweiten Typ handelt es sich um die Kupplung zweier unterschiedlicher Kohlenwasserstoffe.
- Homokupplungsreaktion von Aryliodiden (z. B. Ullmannreaktion)

{\displaystyle \mathrm {Ar-I\quad +\quad Ar-I\quad {\xrightarrow[{-CuI_{2}}]{Cu}}\quad Ar-Ar} }
- Kreuzkupplungsreaktion (z. B. Stille-Kupplung)

{\displaystyle \mathrm {R_{1}-X\quad +\quad R_{2}Sn(R_{3})_{3}\quad {\xrightarrow[{-(R_{3})_{3}Sn-X}]{Pd^{0}}}\quad R_{1}-R_{2}} }
Ein häufig verwendetes Metall in diesem Reaktionstyp ist Palladium, sehr oft als Tetrakis(triphenylphosphin)palladium(0). Dieses setzt sich in situ zur aktiven katalytischen Spezies um.
Da die meisten Reaktionen sehr empfindlich auf Spuren von Wasser oder Sauerstoff reagieren, ist eine Umsetzung unter Inertgasatmosphäre notwendig. Diese Empfindlichkeit beruht vor allem darauf, dass in den Reaktionen oft intermediär ungesättigte Metallkomplexe (weniger als 18 Valenzelektronen) entstehen, die in der Lage wären, Sauerstoff aufzunehmen und so Nebenreaktionen einzuleiten.
Die wohl wichtigsten Kupplungsreaktionen sind:
- Heck-Reaktion
- Suzuki-Kupplung
- Hiyama-Kupplung
- Sonogashira-Kupplung
- Wurtzsche Synthese
- Ullmannreaktion
- Stille-Kupplung
- Kumada-Kupplung (auf Grignardreagenzien basierend)
- Negishi-Kupplung